# Capcana mercenarilor
Capcana mercenarilor este un film românesc din 1981, regizat de Sergiu Nicolaescu. Scenariul filmului este inspirat din evenimente reale care au avut loc în iarna anului 1918 în Transilvania. Rolurile principale sunt interpretate de actorii Gheorghe Cozorici, Sergiu Nicolaescu, Mircea Albulescu, Ion Besoiu, Amza Pellea, Jean Constantin, Colea Răutu, George Mihăiță și Corneliu Gârbea.
Acțiunea filmului are loc în iarna anului 1918 în Transilvania de dinainte de Unirea cu România. Țăranii dintr-un sat transilvănean sunt acuzați pe nedrept că ar fi incendiat o fabrică și un depozit de cherestea de către baronul von Görtz, un ofițer de carieră care condusese un regiment în Primul Război Mondial pe frontul din Galiția. Acesta adună o echipă de mercenari și dispune ca represalii uciderea câte unui țăran din fiecare casă. Maiorul Tudor Andrei conduce un mic detașament de soldați care vine în apărarea sătenilor. Mercenarii sunt decimați de grupul maiorului Andrei, iar baronul von Görtz este ucis la final de unul dintre mercenari.

## Rezumat
Refugiat la Viena după semnarea la 29 octombrie 1918 a armistițiului ce marca încetarea ostilităților din Primul Război Mondial, baronul von Görtz (Gheorghe Cozorici), colonel în armata austro-ungară, apelează la căpitanul Luca (Mircea Albulescu) pentru a recruta 40 de foști combatanți cu care să se deplaseze la castelul socrului său, contele Urmánczy, din satul Beliș (Transilvania). Scopul deplasării îl constituie executarea unor represalii la adresa sătenilor acuzați pe nedrept de colonel că ar fi incendiat o fabrică și un depozit de cherestea. Deviza baronul este „Venia nova peccata ciet” (în română Iertarea cheamă în noi păcate), iar nobilul transilvănean nu vrea să arate niciun fel de milă față de cei pe care-i considera niște răzvrătiți.
Colonelul și soția sa, contesa Esther (Violeta Andrei), pleacă cu trenul în Transilvania împreună cu căpitanul Luca și trupa sa formată din 50 de mercenari. Cum numărul acestora era prea mare, o parte dintre mercenari sunt abandonați pe drum, fiind mințiți că ,,trenul face un popas". Ajunși la castel, colonelul le dezvăluie mercenarilor misiunea pentru care fuseseră angajați: ei trebuie să execute câte un om (bărbat, femeie sau copil sau bătrân) „fără milă și fără discuție” din fiecare din cele 50 de case ale satului. Patru oameni refuză să execute ordinul, iar colonelul dispune împușcarea lor de către doi mercenari - Frank (Amza Pellea) și „Genovezul” (Corneliu Gârbea) - aflați lângă o mitralieră de pe balconul castelului. Oamenii angajați de von Görtz se duc în sat, iar în acel masacru sunt uciși 44 de săteni.
Supraviețuitorii sunt adunați în curtea bisericii, unde baronul îi acuză că au incendiat fabrica și depozitul de cherestea și că au furat obiecte din castel. Un sătean bătrân (Ion Pascu) îi spune lui von Görtz că focul a fost pus de prizonierii italieni ce au lucrat trei ani în fabrică și care fugiseră cu o lună în urmă după ce au aflat că frontul a căzut și împăratul a fugit. Impasibil, baronul dispune ca țăranii să-și îngroape morții în fața porților și apoi să pornească cu toții sub pază la pădure pentru a munci de la răsărit și până la apus pentru a doborî brazii și a forma stocul de cherestea distrus.
Un țăran ungur a fugit, a fost rănit și a căzut într-un râu, unde a înghețat, a fost găsit de  gărzile naționale românești din apropiere și acestea află de la țăran despre masacrul săvârșit la Beliș de acel detașament de pedepsire. Maiorul Tudor Andrei (Sergiu Nicolaescu), șeful postului de pază, se deplasează la Cluj pentru a-și anunța superiorii și a cere întăriri pentru a lupta cu mercenarii colonelului von Görtz. Refuzat de colonelul (Alexandru Dobrescu) ce comanda unitatea militară cantonată în oraș și amenințat cu deferirea în fața comisiei de anchetă disciplinară pentru că și-a părăsit postul, Andrei primește 100.000 de coroane de la ofițerul trezorier pentru a completa efectivul postului. Maiorul se duce la un club de poker din Cluj și câștigă la cărți o sumă mare de bani. El se întoarce la postul său cu patru militari întâlniți în oraș: căpitanul Resz Lemeni (Ion Besoiu) și un om de-al său pe nume Cicoș, plus doi militari români care fuseseră luați prizonieri la Oituz: locotenentul Dumitru Ionescu (Traian Costea) și sergentul călăraș Ion Ailenei (Colea Răutu).
Trupei comandate de maiorul Andrei i se alătură frații căpitanului Luca, care fuseseră voluntari în Armata Română și s-au întors în sat atunci când au aflat de masacru: Mitru (Șerban Ionescu) și Onuț (George Mihăiță), o tânără țărancă (Ileana Popovici) și alți câțiva săteni ce știau să folosească armele. Românii îi atacă pe mercenari pe ulițele satului și apoi în pădure, iar mercenarii se retrag în castel. Colonelul își acuză oamenii de lașitate și îi avertizează că vor fi executați dacă se vor mai retrage din fața inamicului. Von Görtz dispune efectuarea unui atac în noaptea următoare, dar mercenarii cad în capcana pregătită de grupul maiorului Andrei și sunt decimați. 
În dimineața următoare, maiorul Andrei îi cere colonelului von Görtz să se predea pentru a fi dus la Cluj și judecat de tribunalul militar pentru crimele comise. Colonelul refuză aceste condiții, neacceptând să fie judecat de "niște mârlani". Căpitanul Luca îl provoacă pe maior la un duel cu grenade, iar în timpul duelului Andrei este grav rănit, dar reușește să-l ucidă pe Luca. Din cauza rănii, maiorului i se amputează un picior.
După trei săptămâni, timp în care castelul a fost asediat de militarii români, iar cei de acolo au rămas fără alimente, baronul a trimis doi mercenari să afle care sunt condițiile capitulării. Maiorul Andrei a pus două condiții: toate armele trebuie predate, iar șase inși vor fi lăsați să plece nestingheriți din castel (ca urmare a faptului că în șase case din sat nu murise nimeni), cei rămași nefiind luați prizonieri, ci uciși. La acel moment în castel se aflau 12 mercenari, colonelul, administratorul Wilhelm și contesa. Colonelul decide ca cei șase inși să fie aleși din cei 12 mercenari, fiind trase la sorți perechi de câte doi mercenari care au fost închiși în câte o cameră și forțați să bea rom până când unul dintre ei nu mai putea, iar celălalt urma să-l împuște cu un pistol oferit de baron. Cei șase mercenari rămași în viață, printre care și Frank, sunt lăsați să plece din sat cu condiția să nu se mai întoarcă niciodată acolo. Mercenarul genovez este cruțat de colonel. Contesa este închisă de baron într-o cameră de la etaj pentru a fi forțată să-i spună acestuia unde erau ascunse bijuteriile mamei ei. Von Görtz intenționa să negocieze scăparea lui și a contesei cu acele bijuterii de familie.
Un grup de români intră în curtea castelului, dar odată ajunși acolo sunt amenințați cu armele și dezarmați. Colonelul le cere să-l lase să plece din castel, fără a fi urmărit, dar la refuzul românilor îi ordonă mercenarului genovez să-l împuște pe maiorul Andrei. Genovezul îl împușcă însă pe von Görtz, dar Wilhelm, administratorul castelului, trage către Andrei, ucigându-l pe căpitanul Lemeni. Mercenarul genovez este iertat, iar contesa Esther moare izolată în castel, fără a fi eliberată. Maiorul Andrei împarte sătenilor banii câștigați de el la poker. În acest timp, reprezentanții Adunării Naționale a Românilor din Transilvania adunați la Alba Iulia decretau Unirea Transilvaniei cu România.

## Distribuție
- Gheorghe Cozorici — baronul colonel von Görtz
- Sergiu Nicolaescu — maiorul Tudor Andrei
- Mircea Albulescu — căpitanul Luca
- Ion Besoiu — căpitanul Resz Lemeni
- Amza Pellea — mercenarul Frank
- Jean Constantin — soldatul Hans din Gărzile Naționale Române
- Colea Răutu — sergentul călăraș Ion Ailenei
- Cornel Gîrbea — mercenarul genovez
- Klaus Gehrke — mercenar blond
- Șerban Ionescu — sergentul Mitru, fratele lui Luca
- Traian Costea — locotenentul Dumitru Ionescu
- Constantin Rauțchi — mercenarul fără dinți
- Constantin Codrescu — directorul clubului de poker
- Mircea Gogan
- George Mihăiță — sergentul Onuț, fratele lui Luca
- Violeta Andrei — contesa Esther, soția baronului von Görtz
- Ileana Popovici — tânără țărancă
- Enikõ Szilágyi — iubita directorului clubului
- Ion Nuni Anestin — mercenarul cu cicatrice
- Ion Marinescu — preotul din satul vecin
- Ion Pascu — sătean bătrân cu barbă albă
- Alexandru Rioșanu — administratorul Wilhelm
- Vasile Popa — mercenar cu mustață
- Ion Pall — mercenarul cu cruce
- Dumitru Crăciun — mercenarul cu mustață groasă
- Adrian Ștefănescu — mercenar bărbos
- Mihai Adrian
- Doru Dumitrescu
- Ion Polizache
- Tamara Popescu
- Dinu Gherasim
- Dieter Kunst
- Aurel Popescu
- Roman Galonska
- Mihai Gingulescu
- George Buznea
- Emil Mihu (menționat Mihu Emil)
- Immanuel Seilkopf
- Dumitru Ghiuzelea
- Lothar Krompholz
- Martin Angerman
- Alexandru Lungu — mercenarul milos
- Sepp Klose
- Rolf Dietrich
- Octavian Horvath
- Florian Budu
- Paul Petrovici
- Constantin Săsăreanu
- Ion Niciu — ofițerul trezorier al Gărzilor Naționale Române din Cluj
- Alexandru Dobrescu — colonel român, comandantul Gărzilor Naționale Române din Cluj
- Niculae Urs (menționat Nicolae Urs)
- Mihai Boghiță — Dancă, angajat al clubului de poker
- Boris Olinescu
- Dorin Ionescu
- Brigitte Drodtloff — doamnă de la clubul de poker (menționată Brigide Drottlof)
- Iulia Boroș
- Mimi Enăceanu — doamnă în vârstă de la clubul de poker
- Brigit Raatz
- Ion Crăciun
- Viorel Plăvițiu — mercenar împușcat în tren

## Masacrul de la Beliș
În secvențele de început ale filmului se specifică următoarele: „În octombrie 1918, ofensiva generală aliată pe toate fronturile întărită de forțele armate ale Statelor Unite și dotate cu o tehnică superioară forțează victoria împotriva Puterilor Centrale, ale căror armate au intrat în derută. La 29 octombrie se semnează armistițiul, marcând încetarea ostilităților. În interiorul Germaniei și al Imperiului Austro-Ungar puternice mișcări sociale și naționale pun în pericol existența acestor puteri. Începe revoluția burghezo-democratică prin care națiunile din Imperiul Austro-Ungar își afirmau dreptul la independență națională. Pe teritoriul Transilvaniei iau ființă gărzi naționale pentru menținerea ordinii formate din voluntari și foști combatanți. În vâltoarea acestor prefaceri social-politice, concepția feudală asupra proprietății și iobăgiei promovată de grofii din Transilvania a generat o tragedie care a dat naștere subiectului acestui film. Parte din personaje sunt fictive, dar inspirate din realitate.”.
După afirmațiile lui Sergiu Nicolaescu, povestea care a stat la baza filmului este inspirată din realitate: un conte ungur a ordonat executarea a 44 de țărani români dintr-un sat transilvănean ca represalii pentru presupusa incendiere a unor păduri ce-i aparțineau. Autorii incendierilor erau de fapt prizonierii italieni care, după ce au fost eliberați, au dat foc la pădurile în care lucraseră.
Moșia de la Beliș era în proprietatea grofului János Urmánczy și cuprindea 28.000 de iugăre de pădure, o exploatare forestieră și un castel modern pe vârful unui deal. La exploatarea forestieră lucrau copiii și bătrânii din sat, precum și prizonieri de război italieni, toți aceștia fiind ținuți în înfometare și mizerie. După încheierea armistițiului, proprietarul a fugit la Budapesta la 3 noiembrie 1918, iar prizonierii de război au cerut să fie lăsați să plece acasă, dar au fost refuzați. Prizonierii au iscat o revoltă, iar trei gărzi ungurești au fost ucise. Prizonierii italieni au distrus depozitul de cherestea și au plecat. Fratele proprietarului, Nándor Urmánczy, deputat în Parlamentul Ungariei, a publicat un apel în ziarul budapestan Pesti Hírlap, constituind un detașament pus sub comanda căpitanului Antal Dietrich. Acest detașament „a fost organizat, înarmat și aprovizionat cu alimente și echipament în cazarma din strada Falk Miksa, cu știrea și consimțământul Ministerului de Război” din Ungaria. Detașamentul a sosit cu un tren special la Călățele, la 8 noiembrie 1918, apoi s-a deplasat cu căruțele și pe jos spre Beliș. Au fost împușcați 44 de țărani români (fără a li se specifica vârsta și sexul), cadavrele lor fiind aruncate în focul de la depozitul de cherestea.
La șase zile de la acest masacru, la Beliș a sosit o comisie mixtă româno-ungară, care a alcătuit un proces verbal în care se stabilea vinovăția detașamentului organizat de Nándor Urmánczy, precum și amestecul autorităților de stat maghiare în organizarea acestui detașament. În acea perioadă se purtau negocieri româno-maghiare la Arad între ministrul Oszkár Jászi și o delegație a Consiliului Național Român, condusă de Ștefan Cicio Pop, pentru rămânerea Transilvaniei într-o federație cu Ungaria. Delegația română a hotărât întreruperea tratativelor de la Arad.

## Producție
Scenariul filmului a fost scris de Liviu Gheorghiu, în colaborare cu Sergiu Nicolaescu. Filmul a fost realizat în studiourile Centrului de Producție Cinematografică București, cu sprijinul studiourilor „DEFA Berlin” (R.D. Germană). Filmările au fost realizate într-o iarnă grea, cu temperaturi de –32 de grade. Mai multe cadre au fost filmate în Republica Democrată Germană, la un castel „de vis, pe o stâncă înconjurată de un râu” (după cum a afirmat regizorul). Regizorul a afirmat că cenzura comunistă nu i-a permis să afirme că acel conte era ungur, determinându-l să înlocuiască grupul de jandarmi unguri cu unul de mercenari de diverse naționalități. În plus, pentru a menaja sensibilitățile maghiare, două dintre victimele luptelor din film au fost unguri.
Ideea duelului cu grenade i-a aparținut lui Sergiu Nicolaescu. În locurile unde ar fi trebuit să cadă grenadele, artificierii puneau bombe cu fir care erau detonate de la distanță. Bombele erau acoperite cu pământ și zăpadă. Actorul Mircea Albulescu a urmărit îndeaproape așezarea bombelor pentru a nu fi acoperite cu altceva decât cu pământ și zăpadă, iar după ce s-a asigurat că totul era în regulă a plecat de lângă tânărul artificier. După ce a mers 20 de metri, actorul s-a întors să-i spună ceva și a văzut cum bomba i-a explodat tânărului în brațe, o parte din ficatul lui ajungând pe fața lui Albulescu.
Actrița Violeta Andrei s-a documentat cu conștiinciozitate pentru a interpreta cât mai veridic o contesă consumatoare de absint și și-a luat cu ea în bagaje un album cu picturi de Edgar Degas (printre care și Băutoarea de absint), precum și un manual de psihiatrie în care erau prezentate efectele absintului asupra organismului uman. Regizorul i-a cerut să-și vopsească părul negru și i-a spus operatorului să o filmeze astfel încât să-i înăsprească trăsăturile personajului. Actrița a afirmat că s-a recunoscut cu greutate în film. În plus, deoarece filmările din Germania au fost făcute la o temperatură de -30 de grade, iar personajul interpretat de ea era îmbrăcat în haine foarte subțiri, Violeta Andrei s-a îmbolnăvit de congestie pulmonară în ultimele zile de filmare.
Muzica din film a fost cea compusă de Ennio Morricone pentru westernurile regizate de Sergio Leone, Pe generic numele compozitorului italian nu este însă menționat, precizându-se doar că aranjamentul muzical a fost realizat de Ileana Popovici.

## Recepție
Filmul Capcana mercenarilor a fost vizionat de 3.745.627 de spectatori la cinematografele din România, după cum atestă o situație a numărului de spectatori înregistrat de filmele românești de la data premierei și până la data de 31.12.2007 alcătuită de Centrul Național al Cinematografiei.
Capcana mercenarilor a fost nominalizat la Premiul pentru cel mai bun film al Festivalului Internațional de Film Mystfest de la Riccione (Italia) din 1981.
În Istoria filmului românesc (1897-2000) (Ed. Fundației Culturale Române, București, 2000), criticul Călin Căliman scria că filmul Capcana mercenarilor este „insolit ca gen în filmografia autorului” și reunește o „distribuție solidă”.
Criticul Tudor Caranfil a dat filmului o stea din cinci și a făcut următorul comentariu: „Într-un sat ardelenesc, așezat între Oradea și Cluj, un baron angajează, în 1918, mercenari pentru represalii nemiloase împotriva sătenilor români care i-ar fi incendiat hambarele. Maiorul Andrei îi dejoacă planul. Combinație, nu tocmai convingătoare, de western cu vampiri pentru ca realizatorul să-și exerseze mâna, iar Cozorici să compună un portret de întârziat Nosferatu.”

## Vezi și
- Listă de filme românești despre Primul Război Mondial